# Burg Aueršperk
Die Ruine der Burg Aueršperk (auch Burg Aušperk; deutsch Burg Auersperg; auch Ausperg) befindet sich einen Kilometer nordwestlich von Dvořiště im Okres Žďár nad Sázavou in Tschechien.

## Geographie
Die Höhenburg liegt im Hügelland der Nedvědická vrchovina im südlichen Teil der Böhmisch-Mährische Höhe auf einem bewaldeten Felssporn in einer Flussschleife der Bystřice.

## Geschichte
Der Name der Burg leitet sich vom Auerochsen ab und hat keinen Bezug zum österreichischen Adelsgeschlecht Auersperg. Besitzer waren die Herren von Pernstein, die sich nach der Burg zeitweilig auch von Auersperg bzw. von Ausperg nannten und den Auerochsen im Wappen führten.
Die Burg entstand vermutlich in der zweiten Hälfte des 13. Jahrhunderts. Erstmals urkundlich erwähnt wurde sie 1325 als Besitz des Emmeram/Jimram von Auersperg. 1403 wurde sie als wüst bezeichnet.

## Beschreibung
Die Burg war an drei Seiten geschützt durch die Bystřice und im Süden durch einen 13 Meter tiefen trockenen Burggraben. Der Bergfried hatte einen Durchmesser von zehn Metern. Zur Burg gehörte ein Hof, auf dessen Fluren später das Dorf Dvořiště angelegt wurde.
Bei Ausgrabungen wurden in der ersten Hälfte des 20. Jahrhunderts Burgkeller freigelegt. Erhalten  sind noch Reste des Bergfrieds und von Mauern.